# Union Sportive de la Médina d'Alger 2008-2009

## Rosa
| N. |                    | Ruolo | Calciatore                |
| -- | ------------------ | ----- | ------------------------- |
| 1  | Algeria (bandiera) | P     | Mohamed Amine Zemmamouche |
| 16 | Algeria (bandiera) | P     | Ismaïl Mansouri           |
| 24 | Algeria (bandiera) | P     | Ahmed Walid Chouih        |
| 27 | Algeria (bandiera) | P     | Merouane Abdouni          |
| 2  | Algeria (bandiera) | D     | Larbi Hosni               |
| 3  | Algeria (bandiera) | D     | Akram Benaoumer           |
| 4  | Algeria (bandiera) | D     | Ali Rial                  |
| 5  | Algeria (bandiera) | D     | Mohamed Amine Zidane      |
| 12 | Algeria (bandiera) | D     | Mohamed Amine Saïdoun     |
| 13 | Camerun (bandiera) | D     | Daniel Ntieche Moncharé   |
| 14 | Algeria (bandiera) | D     | Zineddine Mekkaoui        |
| 25 | Algeria (bandiera) | D     | Nasreddine Bensaci        |
| -  | Algeria (bandiera) | D     | Billel Kedjour            |
| 6  | Algeria (bandiera) | C     | Karim Ghazi               |
| 8  | Algeria (bandiera) | C     | Billel Dziri              |
| 10 | Algeria (bandiera) | C     | Amar Ammour               |

| N. |                    | Ruolo | Calciatore               |
| -- | ------------------ | ----- | ------------------------ |
| 11 | Algeria (bandiera) | C     | Saïd Sayah               |
| 15 | Algeria (bandiera) | C     | Mohamed Billel Benaldjia |
| 17 | Mali (bandiera)    | C     | Moké Diarra              |
| 20 | Algeria (bandiera) | C     | Nacereddine Khoualed     |
| 21 | Algeria (bandiera) | C     | Abdelkrim Oudni          |
| 23 | Algeria (bandiera) | C     | Aghiles Boussaïd         |
| 30 | Algeria (bandiera) | C     | Islam Adel Aït Ali       |
| -  | Algeria (bandiera) | C     | Abdelouadoud Zitouni     |
| -  | Algeria (bandiera) | C     | Abdessamad Habbache      |
| -  | Algeria (bandiera) | C     | Fouzi Laouar             |
| 9  | Mali (bandiera)    | A     | Mintou Doucoure          |
| 18 | Algeria (bandiera) | A     | Farès Mecheri            |
| 19 | Algeria (bandiera) | A     | Rafik Deghiche           |
| 22 | Algeria (bandiera) | A     | Mohamed Boussefiane      |
| 28 | Algeria (bandiera) | A     | Ghilès Benchaâbane       |